# Трейнтьє Остергейс
Трейнтьє Остергейс (нід. Trijntje Oosterhuis) — нідерландська співачка, представниця Нідерландів на Пісенному конкурсі Євробачення 2015 із піснею «Walk Along» (Прогулянка).